# ダーラ・ザレニツキー
- ダーラ・ザレニツキー[1]
- ダーラ・ゼレニツキー[2]

ダーラ・ザレニツキー（Darla Zelenitsky）は、恐竜の卵化石研究で知られる、カナダの古生物学者。カルガリー大学地球科学科准教授。
1991年に地質学およびその関連でBScを取得し、マニトバ大学を卒業。カルガリー大学大学院に進学して古生物学を専攻し、1995年にMsc、2004年にPhDを取得。アルバータ州での発掘調査を例年実施するほか、モンゴル国をはじめとするカナダ国外でも調査研究を行っている。
恐竜の卵化石の研究を中心とする。具体的な研究業績として、従来鳥脚類のものとされていた卵化石の獣脚類としての再同定、オヴィラプトロサウルス類の抱卵姿勢の復元、日本の兵庫県丹波市から産出した恐竜卵化石ヒメウーリサス・ムラカミイとサブティリオリサス・ヒョウゴエンシスの報告、中国で産出したオヴィラプトロサウルス類の良質な胚化石の報告などがある。そのほか、北アメリカ大陸で初となる羽毛恐竜の報告や獣脚類の嗅覚に関する研究、モンゴル産ティラノサウルス類であるカンクウルウ・モンゴリエンシスの報告などが知られる。